# ロジャー・コーマン
ロジャー・コーマン（英語: Roger Corman、1926年4月5日 - 2024年5月9日）は、アメリカ合衆国の映画プロデューサー、映画監督。
低予算映画を多数製作した事で知られ、日本語では「低予算映画の王者」「B級映画の帝王」、英語では"King of the Bs"、"The Pope of Pop Cinema"などと呼ばれる。
自伝『私はいかにハリウッドで100本の映画をつくり、しかも10セントも損をしなかったか』で、映画産業でのB級映画制作の体験を描いた。また、2011年には、コーマンや関係者にインタビューしたドキュメンタリー映画『コーマン帝国』（原題: Corman's World: Exploits of a Hollywood Rebel、監督: アレックス・ステイプルトン）が公開された。

## 来歴

### 生い立ち
ミシガン州デトロイトに生まれ、高校生の頃ハリウッドに引っ越したことをきっかけに映画に興味を持つ。1947年にスタンフォード大学でインダストリアル・エンジニアリングの学士号を取得している。

### キャリア
1953年より映画プロデューサー・脚本家としてのキャリアを開始し、1955年には『ファイブ・ガン/あらくれ五人拳銃』『女囚大脱走』『荒野の待伏せ』などを監督した。
1971年までに1年あたり7本の映画をプロデュースした。『リトル・ショップ・オブ・ホラーズ』は2日と1晩で撮られたといわれる。しかし、当の映画の撮影に当たったスタッフからはこうした「伝説」は批判され、コーマンが自分を神話化しようとしていると言われている。
コーマンは300を超える映画をプロデュースし、そのうち50は自分で監督した。それらの映画は、サミュエル・Z・アーコフとジェームズ・ニコルソン（en:James H. Nicholson）の映画会社「アメリカン・インターナショナル・ピクチャーズ（American International Pictures、AIP）」を通じて、主にドライブイン・シアターへ配給された。1970年代は「ニューワールド・ピクチャーズ」を拠点にしていた。1983年にニューワールドを売却し、新たにコンコード・ニュー・ホライズン・ピクチャーズを設立。

### 死去
2024年5月9日、カリフォルニア州サンタモニカの自宅にて死去。98歳没。

## 作品群
代表的なものは、AIPが製作したエドガー・アラン・ポー原作の怪奇映画、例えば『アッシャー家の惨劇』（1960年）、『恐怖の振子』（1961年）、『姦婦の生き埋葬』（1962年）、『黒猫の怨霊』（1962年）、『忍者と悪女』（1963年）、『赤死病の仮面』（1964年）、『黒猫の棲む館』（1964年）などである。そのほとんどにヴィンセント・プライスが出演しているほか、チャールズ・ボーモントが脚本で参加している。また、チャールズ・ボーモントの脚本、新人時代のウィリアム・シャトナーが主演した『侵入者』（1962年）は、人種隔離や公民権の問題に対して迫った。この作品は人種問題が強く残る時代に南部で撮影された為、撮影中、地元住民から脅迫・嫌がらせを受けた。
その他、『リトル・ショップ・オブ・ホラーズ』（1960年）、『X線の眼を持つ男』（1963年）、『残酷女刑務所』（1971年）、『デス・レース2000年』（1975年）など、カルト映画として人気のある映画も製作している。
1990年代以降、流行に便乗したモックバスター（『ジュラシック・パーク』に便乗した『恐竜カルノザウルス』（1993年）、およびセット等を再利用した『ダイナソーズ』『ジュラシック・アマゾネス』のような映画）を撮った。

### フィルモグラフィー
監督作品は50作以上、製作または製作総指揮作品は約400作に及び、現在も継続して作られている。下記に記すのは監督作品の一部である。
- ファイブ・ガン/あらくれ五人拳銃（1954年）
- 海底から来た怪物（1954年）
- 女囚大脱走（1955年）
- 荒野の待伏せ（1955年）
- 悪魔と魔女の世界（1956年）
- 金星人地球を征服（1956年）
- 原子怪獣と裸女（1956年）
- 早射ち女拳銃（1956年）
- 女バイキングと大海獣（1957年）
- 鮫の呪い（1957年）
- 巨大カニ怪獣の襲撃（1957年）
- ごろつき酒場（1957年）
- 暗黒街の掟（1958年）
- 恐怖の獣人（1958年）
- 機関銃（マシンガン）ケリー（1958年）
- 血のバケツ（1959年）
- リトル・ショップ・オブ・ホラーズ（1960年）
- 蜂女の実験室（1960年）
- 地球最後の女 アイ・アム・ウーマン・オブ・レジェンド（1960年）
- アッシャー家の惨劇（1960年）
- 恐怖の振子（1961年）
- 呪われた海の怪物（1961年）
- 恐怖のロンドン塔（1962年）
- 侵入者（1962年）
- 姦婦の生き埋葬（1962年）
- 黒猫の怨霊（1962年）
- X線の眼を持つ男（1963年）
- ヤングレーサー（1963年）
- 怪談呪いの霊魂（1963年）
- 忍者と悪女（1963年）
- 古城の亡霊（1963年）
- 黒猫の棲む館（1964年）
- 赤死病の仮面（1964年）
- 侵略戦線（1964年）
- ワイルド・エンジェル（1966年）
- 白昼の幻想（1967年）
- 聖バレンタインの虐殺/マシンガン・シティ（1967年）
- ターゲット・ハリー（1968年）
- 血まみれギャングママ（1970年）
- ガス！（1970年）
- レッド・バロン（1971年）
- フランケンシュタイン/禁断の時空（1990年）

## 著作
- ジム・ジェローム共著『私はいかにハリウッドで100本の映画をつくり、しかも10セントも損をしなかったか　ロジャー・コーマン自伝』
石上三登志・菅野彰子訳、早川書房、1992年／ハヤカワ文庫NF（電子書籍も刊）、2025年。ISBN 4150506140。

## 人物

### 映画人の発掘
組合に加入しているスタッフや俳優は、低予算映画で使うには賃金や労働条件の面で割に合わないことから、彼は大学の映画学部を出たばかりで就職していない若者や俳優を目指している若者などを頻繁に起用した。これは映画への情熱に燃える若者を次々と使い捨てることにも繋がったが、結果的に、こうした若者たちの映画人としてのキャリアのスタートになることも多々あった。ジェームズ・キャメロン、ジョー・ダンテ、ジョン・セイルズ、ジョン・ミリアス、ピーター・ボグダノヴィッチ、ジョナサン・デミ、デニス・ホッパー、ジャック・ニコルソン、ピーター・フォンダ、ロバート・デニーロ、マーティン・スコセッシ、フランシス・フォード・コッポラ、モンテ・ヘルマン、ゲイリー・カーツ、ロン・ハワード、ガス・ヴァン・サント、スティーヴン・スピルバーグといった人々は、若い時期にコーマンの下で働いたことがあり、のちにハリウッドで映画監督や俳優として活躍した。フレッド・オーレン・レイやジム・ウィノースキーなど、B級映画専門の監督たちも彼の下で働いていた事がある。またフィリピンやペルー、カナダなどのプロデューサーにロケ地選定から映画制作まで丸投げしていた。
1990年代以降、俳優志望や監督志望の若者はハリウッドやテレビ業界が積極的に抜擢するようになったこともあり、コーマンのスタッフからはあまりスターが出なくなった。
1996年にロサンゼルス批評家協会賞（生涯功労賞）を、2009年にアカデミー名誉賞を受賞している。後年インタビューで「（アカデミー名誉賞は）正直、低予算映画製作者には絶対くれない賞だと思っていた」「セレモニーにはこれまで一緒に仕事をしてきた多くの友人が駆けつけてくれて、彼らのスピーチには心の底から感動した」と振り返っている。
また、コーマンは『ゴッドファーザー PART II』『アポロ13』『羊たちの沈黙』『スクリーム3』（2000年）や『ビバリーヒルズ青春白書』などにカメオ出演している。

### 国外作品の改変
1980年代前半には『銀河鉄道999（劇場版）』『風の谷のナウシカ』などを配給したが、吹き替え版製作にあたりキャラクター名やストーリーを徹底的に改変した。例えば、ロシア製SF映画『火を噴く惑星』は若き日のピーター・ボグダノヴィッチ（デレク・トーマス名義）を使って『金星怪獣の襲撃』に編集・改作し、『日本沈没』はアメリカが日本の危機的状況を救う『Tidal Wave』に作り変えて公開した。
『デルス・ウザーラ』の配給権を買い取った際には改変を行わず、収益を挙げてアカデミー外国語映画賞受賞にまで至った。